# Improphantes improbulus
Improphantes improbulus är en spindelart som först beskrevs av Simon 1929.  Improphantes improbulus ingår i släktet Improphantes och familjen täckvävarspindlar. Inga underarter finns listade i Catalogue of Life.